# Лебединка (Кировоградская область)
Лебеди́нка (укр. Лебединка) — село в Перегоновской сельской общине Голованевского района Кировоградской области Украины.
Население по переписи 2001 года составляло 290 человек. Почтовый индекс — 26524. Телефонный код — 5252. Занимает площадь 1,086 км². Код КОАТУУ — 3521484201.